# Сон в красном тереме (фильм, 1962, Гонконг)
«Сон в красном тереме» (кит. трад. 紅樓夢, упр. 红楼梦, пиньинь hónglóumèng, палл. хунлоумэн, англ. Dream of the Red Chamber) — гонконгский фильм 1962 года производства киностудии Shaw Brothers, музыкальная драма в стиле хуанмэйской оперы.

## Литературная основа
Фильм поставлен по мотивам наиболее известной из сюжетных линий созданного в XVIII веке одноимённого романа — наиболее популярного из четырех классических романов Китая, принадлежащего перу Цао Сюэциня (окончание — Гао Э) и написанного большей частью, как считается, по мотивам возвышения и упадка его собственной семьи.
Являясь столь значительным явлением китайской культуры, роман стал основой целой субкультуры, вплоть до самостоятельного раздела литературоведения, получившего название «хунсюэ» (кит. упр. 红学, «красноведение»), обзаведшегося в 1980-х годах собственным профильным институтом в академической системе Китая и изучающегося и в других странах, не говоря уже о множестве подражаний и «продолжений» и ряде театральных постановок (в том числе, во всех разновидностях традиционной китайской оперы) и экранизаций.

## Сюжет
Действие происходит в обширном поместье аристократического ванского клана Цзя, где и живёт главный герой — талантливый, добрый и честный, но избалованный юноша Цзя Баоюй, единственный прямой наследник рода, окруженный вниманием многочисленных тетушек и кузин.
Действие фильма начинается, когда в родовое гнездо приезжает осиротевшая после смерти матери ещё одна кузина — Линь Дайюй, мгновенно привлекая внимание юноши. Молодые люди проводят все время вместе, их взаимные чувства скоро перерастают в любовь.
Тем временем, в поместье наносит визит ещё одна группа родственников, с дочерью Сюэ Баочай. Приветливая и рассудительная девушка вскоре зарабатывает симпатии большинства «населения» поместья. У родителей Баоюя, считающих её лучшей парой для наследника (из зажиточного семейства, образованная и рассудительная, спокойная и здоровая — идеальная конфуцианская жена и будущая мать — против импульсивной и болезненной «бедной родственницы» Дайюй) возникает план поженить детей, скрыв от сына лицо реальной невесты.
Лишь к окончанию свадьбы Цзя Баоюй обнаруживает обман. В ярости на родственников, он спешит к своей настоящей любви, но уже поздно — всеми покинутая и чувствующая себя преданной (особенно слыша из своего павильона звуки веселой свадьбы), и без того не отличавшаяся крепким здоровьем, Дайюй умирает, предварительно уничтожив все взаимные знаки любви, так что юноше даже ничего не остается в память о ней. В отчаянии Баоюй обращается к небесам, к духу возлюбленной — но все слова бесполезны, и только колокола буддийского монастыря отвечают ему.

## В ролях
| Актёр                            | Роль                                      |
| -------------------------------- | ----------------------------------------- |
| Жэнь Цзе (вокал Айви Лин По)     | Цзя Баоюй                                 |
| Бетти Ло Ти (вокал Кэрри Ку Мэй) | его кузина Линь Дайюй                     |
| Тин Хун                          | его кузина Сюэ Баочай                     |
| Хун Мэй                          | матриарх семейства Цзя Тай                |
| Чжао Лэй                         | отец Баоюя, конфуцианский учёный Цзя Чжэн |
| Чань Ваньва                      | мать Баоюя Госпожа Ван                    |
| Гао Баошу                        | фактическая управительница дома Ван Сифэн |
| Гуань Шань                       | муж Ван Сифэн Цзя Лянь                    |
| Кэрри Ку Мэй                     | одна из тётушек                           |
| Тянь Фэн                         | привратник                                |

## Съёмочная группа и технические данные
- Кинокомпания: Shaw Brothers.
- Продюсер: Шао Жэньмэй[англ.].
- Режиссёр: Юнь Цюфэн
- Сценарий: И Фань по роману Цао Сюэциня.
- Композитор: Ван Фулинь.
- Оператор: Хидэо Такада.
- Грим: Фан Юэнь
- Язык диалогов и вокала: китайский путунхуа («мандаринский»)[5], предположительно — традиционный для хуанмэйской оперы аньцинский диалект.
- Формат фильма: цветной, 2,35:1. Звук — моно.
- Продолжительность фильма: 101 минута.
- Дата премьеры: 3 августа 1962 (Гонконг).

## Реакция зрителей, кинематографистов и критиков
Роман, лёгший в основу фильма, является одним из популярнейших источников для постановок и экранизаций в Юго-Восточной Азии, как до, так и после этого фильма. Гонконгский фильм 1962 года получил в целом положительный приём зрителей и критиков. Фильм стал «стартовой площадкой» для Лин Бо (Айви Лин По) как звезды «Shaw Brothers» и одной из пользующихся международной известностью «королев восточноазиатского кино». Именно при работе над этим фильмом, озвучивающая главного героя молодая актриса Сяо Юань, работавшая в то время большей частью на Амойскую киностудию (снявшаяся к тому времени в полусотне картин на южноминьском диалекте) и попутно озвучивающая фильмы других студий, была замечена режиссёром Ли Ханьсяном и переведена в основной состав студии, попутно получив свой вскоре прославленный псевдоним. При том, что успех фильма не мог сравниться с последующими фильмами студии The Love Eterne и Lady General Hua Mulan (с теми же Бетти Ло Ти и Лин По в главных ролях) и картине не было присвоено формальных наград кинофестивалей, она считается наиболее успешным и классическим киновоплощением романа.
Позднее фильм был отмечен включением под № 95 в список 100 лучших кинолент за историю кинематографа китайского региона по версии отборочного комитета Hong Kong Film Awards, представленный на 24-й церемонии вручения гонконгской кинопремии (27 мая 2005 года).